# سياسة التأشيرات في إسواتيني
سياسة التأشيرات في إسواتيني، يجب على زائري مملكة إسواتيني الحصول على تأشيرة، أو إذا أتوا من إحدى الدول المعفاة من التأشيرة.

## الإعفاء من التأشيرة

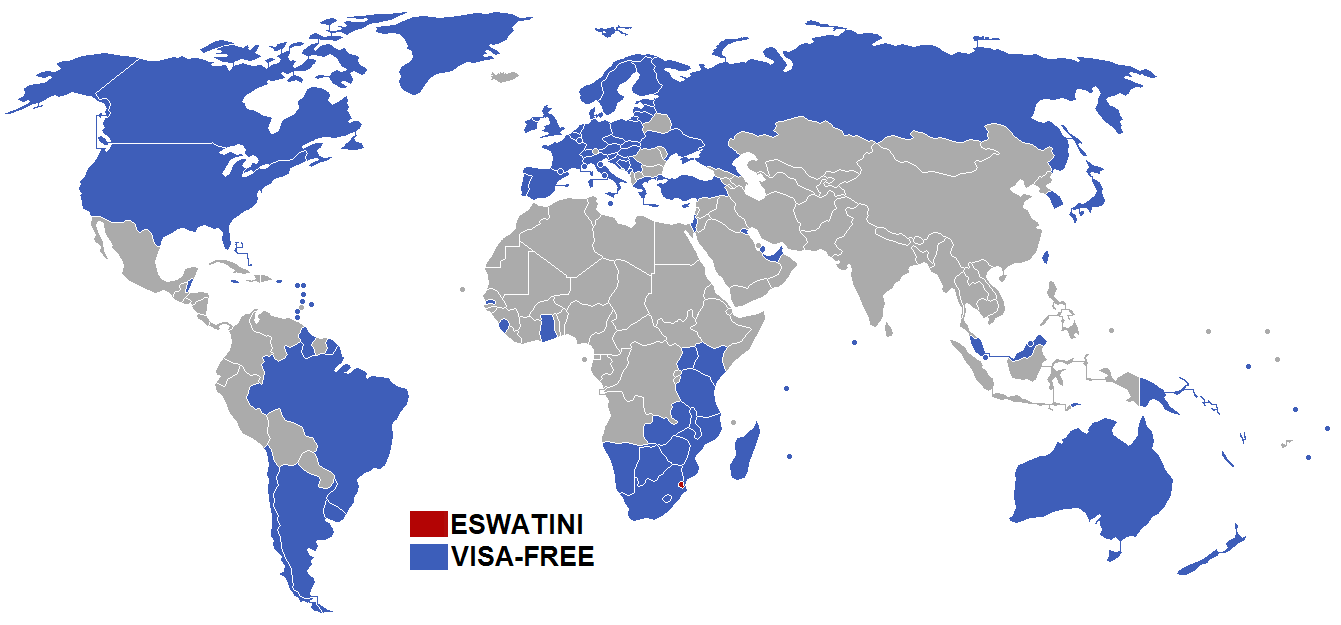
سياسة التأشيرات في إسواتيني

حاملي جوازات السفر من 93 دولة لا يحتاجون إلي تأشيرة لدخول إسواتيني لمدة تصل إلي 30 يوماً:
| - الاتحاد الأوروبي - أندورا - أنتيغوا وباربودا - الأرجنتين - أستراليا - جزر البهاما - باربادوس - بليز - البوسنة والهرسك - بوتسوانا - البرازيل - بروناي - كندا - تشيلي - الصين - دومينيكا - تيمور الشرقية - غامبيا - غانا - غرينادا - غيانا - إسرائيل - جامايكا - اليابان - كينيا - الكويت - ليسوتو - مدغشقر - مالاوي - ماليزيا - المالديف - موريشيوس - موناكو - الجبل الأسود | - موزمبيق - ناميبيا - ناورو - نيوزيلندا - النرويج - فلسطين - بابوا غينيا الجديدة - قطر - روسيا - سانت لوسيا - ساموا - سان مارينو - صربيا - سيشل - سيراليون - سنغافورة - جزر سليمان - جنوب إفريقيا - سويسرا - تايوان - تنزانيا - تونغا - ترينيداد وتوباغو - تركيا - توفالو - أوغندا - أوكرانيا - الإمارات العربية المتحدة - الولايات المتحدة - الأوروغواي - فانواتو - الفاتيكان - زامبيا - زيمبابوي |  |